# Geoffrey Keen
Geoffrey Keen (* 21. August 1916 in Wallingford, Oxfordshire, England; † 3. November 2005 in Northwood, Middlesex, England) war ein britischer Schauspieler.

## Leben und Wirken
Geoffrey Keen, Sohn des Schauspielers Malcolm Keen, debütierte 1932 am Little Repertory Theatre in Bristol. Nach einem Jahr ging er für ein Jahr nach Cannes. Danach wurde er an der London School of Economics angenommen. Allerdings entschied er sich kurz vor dem Studienbeginn anders und er studierte an der Royal Academy of Dramatic Art. Schon nach einem Jahr gewann er dort die Bancroft Gold Medal. Als er 1939 gerade der Royal Shakespeare Company beigetreten war, brach der Zweite Weltkrieg aus. Keen trat dem Royal Army Medical Corps bei und trat in dieser Zeit auch in einem Lehrfilm der britischen Armee unter der Regie von Carol Reed auf.
Nach seinem Filmdebüt 1946 im Film Riders of the New Forest spielte er in der nächsten Zeit auch wieder und vor allem in Filmen von Carol Reed. In der Folgezeit profilierte sich Keen als vielseitiger, beliebter und vielbeschäftigter Nebendarsteller. Eine seiner bekanntesten Rollen war die des britischen Verteidigungsministers Sir Fredrick Gray in insgesamt sechs James-Bond-Filmen zwischen 1977 und 1987. Seine letzte Rolle war es schließlich auch, diesen für die Trickfilmserie zu sprechen.
Geoffrey Keen trat in seiner Karriere in mehr als 100 Rollen in Film und Fernsehen auf. In zweiter Ehe war er mit der Schauspielerin Hazel Terry verheiratet. Er wurde im Golders Green Crematorium in London eingeäschert, wo sich auch seine Asche befindet.

## Filmografie (Auswahl)
- 1947: Ausgestoßen (Odd Man Out)
- 1948: Kleines Herz in Not (The Fallen Idol)
- 1949: Der dritte Mann (The Third Man)
- 1950: Die Schatzinsel (Treasure Island)
- 1950: Eine Stadt hält den Atem an (Seven Days to Noon)
- 1952: Ein Kind war Zeuge (Hunted)
- 1952: Vom Täter fehlt jede Spur (Lady in the Fog)
- 1953: Malta Story – Regie: Brian Desmond Hurst
- 1953: Die feurige Isabella (Genevieve)
- 1954: Das geteilte Herz (The Divided Heart)
- 1954: Aber, Herr Doktor… (Doctor in the House)
- 1954: Oller Kahn mit Größenwahn (The Maggie)
- 1955: Eine Frau kommt an Bord (Passage Home)
- 1955: Doktor Ahoi! (Doctor at Sea)
- 1955: Sturm über dem Nil (Storm Over the Nile)
- 1956: In den Krallen der Gangster (House of Secrets)
- 1956: Der Mann, den es nie gab (The Man Who Never Was)
- 1956: Der spanische Gärtner (The Spanish Gardener)
- 1957: Hilfe, der Doktor kommt! (Doctor at Large)
- 1958: Der Sündenbock (The Scapegoat)
- 1959: Hinter diesen Mauern (Beyond this Place)
- 1959: Das schwarze Museum (Horrors of the Black Museum)
- 1960: Zorniges Schweigen (The Angry Silence)
- 1960: Die letzte Fahrt der Bismarck (Sink the Bismarck!)
- 1960: The Malpas Mystery
- 1961: Skandal in der Whigmore Hall (Raising the Wind)
- 1962: Der Inspektor (The Inspector)
- 1965: Kennwort „Schweres Wasser“ (The Heroes of Telemark)
- 1965: Doktor Schiwago (Doctor Zhivago)
- 1966: Frei geboren – Königin der Wildnis (Born Free)
- 1967: Zirkus des Todes (Berserk!)
- 1970: Wie schmeckt das Blut von Dracula? (Taste the Blood of Dracula)
- 1970: Cromwell – Krieg dem König (Cromwell)
- 1971: Die 2 (The Persuaders!; Fernsehserie, 1 Folge)
- 1971: Sacco und Vanzetti (Sacco e Vanzetti)
- 1972: Doomwatch – Insel des Schreckens (Doomwatch)
- 1977: James Bond 007 – Der Spion, der mich liebte (The Spy Who Loved Me)
- 1977: Inferno 2000 (Holocaust 2000)
- 1979: Simon Templar – Ein Gentleman mit Heiligenschein (Return of the Saint; Fernsehserie, 1 Folge)
- 1979: James Bond 007 – Moonraker – Streng geheim (Moonraker)
- 1981: Der Schlächter Idi Amin (Rise and Fall of Idi Amin)
- 1981: James Bond 007 – In tödlicher Mission (For Your Eyes Only)
- 1983: James Bond 007 – Octopussy (Octopussy)
- 1985: James Bond 007 – Im Angesicht des Todes (A View To A Kill)
- 1987: James Bond 007 – Der Hauch des Todes (The Living Daylights)